# Лжа
Лжа (рус. Лжа, Льжа; лет. Ludza) летонско-руска је река, десна и најважнија притока реке Утроје (притоке Великаје), те део басена реке Нарве, односно Финског залива Балтичког мора. Протиче преко регије Латгалије на крајњем истоку Летоније, те преко Питаловског и Красногородског рејона на крајњем западу Псковске области Русије.
Укупна дужина водотока је 156 km (од чега 29 km на територији Летоније), док је површина сливног подручја око 1.540 km² (919 km² на подручју Летоније). Просечан проток на око 10 km узводно од ушћа је 10,5 m³/s.
Свој ток започиње на истоку Летоније као отока Великог Лудзенског језера на чијим обалама лежи град Лудза. У горњем делу тока њено корито је потпуно каналисано. У горњем делу тока тече преко ниског и мочварног подручја и њено корито на том подручју јако меандрира. Након 29 km тока кроз Летонију прелази на територију Русије где тече у смеру севера паралелно са токовима Сињаје на истоку и Утроје на западу. У том делу тока у кориту су приметне мање стене и брзаци, док шуме на обалама постепено замењују замчварене ливаде.
Њена најважнија притока је река Иница која се улива са десне стране на 91. км узводно од ушћа.